# Reyhan Yılmaz
Reyhan Yılmaz (18 de noviembre de 2001) es una deportista turca que compite en golbol. Ganó dos medallas en los Juegos Paralímpicos de Verano, oro en Tokio 2020 y oro en París 2024.

## Palmarés internacional
| Juegos Paralímpicos | Juegos Paralímpicos | Juegos Paralímpicos | Juegos Paralímpicos |
| Año                 | Lugar               | Medalla             | Competición         |
| ------------------- | ------------------- | ------------------- | ------------------- |
| 2020                | Tokio (Japón)       | Medalla de oro      | Torneo femenino     |
| 2024                | París (Francia)     | Medalla de oro      | Torneo femenino     |